# Hose (Mathematik)

Eine Hose wird von 3 geschlossenen Kurven berandet.

In der Topologie, einem Teilgebiet der Mathematik, werden Flächen vom Geschlecht 0 mit 3 Randkomponenten, als Hose (engl.: pair of pants) bezeichnet. Ihr Inneres ist homöomorph zu einer dreifach punktierten Sphäre. Die meisten topologischen Flächen lassen sich in Hosen zerlegen („Hosenzerlegung“).

## Konstruktion
Eine Hose erhält man aus einer zweidimensionalen topologischen Sphäre durch Herausschneiden dreier Kreisscheiben.
Alternativ kann man eine Hose aus zwei Sechsecken erhalten, indem diese jeweils an drei Seiten alternierend paarweise miteinander verklebt werden (in der Abbildung rechts unten sind die zu verbindenden Seiten von den unverbundenen farblich unterschieden).

## Hosenzerlegung

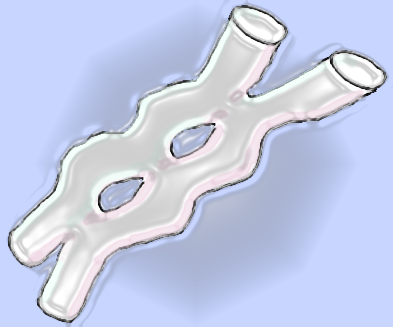
Die Fläche vom Geschlecht 2 mit 4 Randkomponenten kann in 6 Hosen zerlegt werden.

Man kann mehrere Hosen entlang einiger ihrer Randkomponenten verkleben, wodurch man kompliziertere Flächen erhält. Die entsprechende Zerlegung der resultierenden Fläche wird als Hosenzerlegung bezeichnet.
Eine Fläche vom Geschlecht {\displaystyle g} mit {\displaystyle n} Randkomponenten besitzt genau dann eine Hosenzerlegung, wenn
{\displaystyle 2(g-1)+n>0},
also wenn entweder {\displaystyle g\geq 2} oder {\displaystyle g=1,n\geq 1} oder {\displaystyle g=0,n\geq 3} ist. Eine Fläche kann im Allgemeinen mehrere unterschiedliche Hosenzerlegungen haben. Die Anzahl der Hosen in jeder Hosenzerlegung ist {\displaystyle 2(g-1)+n}. Die Anzahl der zerlegenden Kurven ist {\displaystyle 3(g-1)+n}.

## Hyperbolische Geometrie

Aus zwei solchen Sechsecken setzt sich eine Hose zusammen.

Zu jedem Tripel positiver reeller Zahlen {\displaystyle (\gamma _{1},\gamma _{2},\gamma _{3})} gibt es eine hyperbolische Metrik auf der Hose, so dass die drei Randkomponenten geschlossene Geodäten der Längen {\displaystyle \gamma _{1},\gamma _{2},\gamma _{3}} sind. (Dies folgt aus der Tatsache, dass es ein bis auf Kongruenz eindeutiges rechtwinkliges hyperbolisches Sechseck mit {\displaystyle \gamma _{1}/2,\gamma _{2}/2,\gamma _{3}/2} als Längen der rechts blau eingezeichneten Kanten gibt sowie aus der Zerlegung einer Hose in zwei Sechsecke.)
Die Hosenzerlegung kann zur Definition der Fenchel-Nielsen-Koordinaten auf dem Teichmüllerraum benutzt werden: Für eine geschlossene Fläche vom Geschlecht {\displaystyle g} fixiert man eine Hosenzerlegung mit {\displaystyle 3(g-1)} zerlegenden Kurven. Die Längen dieser Kurven zusammen mit den Kurven zugeordneten Twist-Parametern definieren {\displaystyle 6(g-1)} Parameter für den Teichmüller-Raum der hyperbolischen Metriken auf der Fläche.

## (1+1)-dimensionale topologische Quantenfeldtheorien
Eine (n+1)-dimensionale topologische Quantenfeldtheorie ordnet zusammenhängenden, geschlossenen n-dimensionalen Mannigfaltigkeiten jeweils einen Vektorraum (und ihren disjunkten Vereinigungen das Tensorprodukt der einzelnen Vektorräume) sowie jedem Bordismus einen Vektorraumhomomorphismus der den Rändern entsprechenden Vektorräume zu, wobei gewisse Axiome erfüllt sein müssen.
Eine Hose kann (je nach Anordnung) als Bordismus zwischen {\displaystyle S^{1}\sqcup S^{1}} und {\displaystyle S^{1}} oder als Bordismus zwischen {\displaystyle S^{1}} und {\displaystyle S^{1}\sqcup S^{1}} angesehen werden. In einer (1+1)-dimensionalen topologischen Feldtheorie definiert eine Hose also im ersten Fall eine Multiplikation, im zweiten Fall eine Komultiplikation.
Eine (1+1)-dimensionale Feldtheorie mit dieser Multiplikation und Komultiplikation definiert eine Frobenius-Algebra.